# Paul Sacher
Paul Sacher (28. dubna 1906 – 26. května 1999) byl švýcarský dirigent a mecenáš.

## Život
Švýcarský dirigent, mecenáš a patron umění, Paul Sacher, se narodil 28. dubna 1906, v Basileji. V roce 1925 začal studovat dirigování u Felixe Weingartnera na basilejské konzervatoři a hudební vědu u Karla Nefa a Jacquese Handschina na basilejské univerzitě.
Roku 1926 založil Basilejský komorní orchestr (BKO) a roku 1928 Basilejský komorní sbor (BKS). O rok později se Sacher stal členem rady a uměleckým vedoucím basilejské International Society for Contemporary Music (ISCM – Mezinárodní společnost pro soudobou hudbu). Roku 1931 je zvolen do předsednictva ředitelů Švýcarské společnosti hudebníků a v roce 1933 založil v Basileji Schola Cantorum Basiliensis, kterou vedl. Roku 1934 se za něj provdala Maja Hoffmann-Stehlin, vdova po Emanuelu Hoffmannovi. Sacher se stal členem rady a většinovým akcionářem farmaceutického koncernu Hoffmann-La Roche.
V roce 1936 si objednal první skladbu u Bély Bartóka: Hudbu pro smyčce, bicí a celestu. Roku 1941 se stal zakladatelem a dirigentem nově založeného souboru Collegium Musicum Zürich 1941, který vedl po následujících 50 let. Roku 1946 byl zvolen prezidentem Švýcarského spolku hudebníků. V roce 1954 spojil dohromady Schola Cantorum Basiliensis, konzervatoř s hudební školou Musikakademie, a založil tak novou instituci Musikakademie der Stadt Basel, kterou vedl až do roku 1969. Na Musikakademie der Stadt Basel otevřel mistrovskou skladatelskou třídu pod vedením Pierra Bouleze.
Coby hostující dirigent pravidelně vystupoval na předních festivalech a hudebních centrech v Evropě, Americe, Japonsku a Austrálii, včetně festivalů Glyndebourne, Edinburgh, Lucerne a Aix-en-Provence, kde spolupracoval například s Pablo Casalsem a Mstislavem Rostropovičem.
V roce 1973 byla založena Nadace Paula Sachera, která zakoupila kompletní Stravinského archív, následně také sbírky Antona Weberna, Bruna Maderniho, Witolda Lutosławského, György Ligetiho a Pierra Bouleze. Nadace byla oficiálně otevřena 1986, výstavou "Twentieth-Century Music at the Paul Sacher Foundation". Nadace Paula Sachera vlastní jednu z největších sbírek klasické a moderní hudby na světě.
U příležitosti Sacherových 70. narozenin napsalo k jeho poctě 12 skladatelů (Beck, Berio, Boulez, Britten, Dutilleux, Fortner, Ginastera, Halffter, Henze, Holliger, Huber a Lutosławski) nové "eSACHERe" skladby.
Sebrané spisy "Reden und Aufsätze" byly publikovány v Curychu v roce 1986. Po 61/59 letech Sacherova vedení byl v roce 1987 zorganizován závěrečný koncert BKO a BKS. Roku 1996 odešel do důchodu a pomohl v Basileji založit Museum Jean Tinguely.
Neúnavný propagátor hudby 20. století objednal více než 200 děl od mnoha slavných skladatelů, mezi které patří Béla Bartók, Luciano Berio, Harrison Birtwistle, Elliott Carter, Henri Dutilleux, Cristóbal Halffter, Hans Werner Henze, Paul Hindemith, Heinz Holliger, Arthur Honegger, Jacques Ibert, Ernst Krenek, Gian Francesco Malipiero, Frank Martin, Bohuslav Martinů, Wolfgang Rihm, Igor Stravinský a Richard Strauss. Většinu premiér osobně dirigoval.
V devadesátých letech byl označen třetím nejbohatším na světě. Paul Sacher zemřel 26. května 1999, v Basileji.

## "eSACHERe"
12 skladatelů - přátel (C. Beck, L. Berio, P. Boulez, B. Britten, H. Dutilleux, W. Fortner, A. Ginastera, C. Halffter, H. W. Henze, H. Holliger, K. Huber a W. Lutoslawski) švýcarského dirigenta a mecenáše Paula Sachera (1906 – 1999), bylo požádáno ruským violoncellistou Mstislavem Rostropovičem, aby u příležitosti Sacherových 70. narozenin napsali skladby pro sólové violoncello, s použitím not obsažených v jeho jméně (eS, A, C, H, E, Re). Skladby byly částečně uvedeny v Curychu, 2. května 1976. Celý projekt "eSACHERe" bude uveden (poprvé v kompletním provedení) českým violoncellistou Františkem Brikciem, v roce 2011 v Praze.
| Skladatel          | Skladba                             |
| ------------------ | ----------------------------------- |
| Conrad Beck        | Drei Epigramme                      |
| Luciano Berio      | Les Mots sont allés ...             |
| Pierre Boulez      | Messagesquisse                      |
| Benjamin Britten   | Tema 'Sacher'                       |
| Henri Dutilleux    | 3 Strophes sur le nom de Sacher     |
| Wolfgang Fortner   | Thema und Variationen               |
| Alberto Ginastera  | Punena n° 2, op. 45                 |
| Cristóbal Halffter | Variationen über das Thema eSACHERe |
| Hans Werner Henze  | Capriccio per Paul Sacher           |
| Heinz Holliger     | Chaconne                            |
| Klaus Huber        | Transpositio ad infinitum           |
| Witold Lutosławski | Sacher-Variation                    |